# Popigai
Popogai é uma cidade que Fica na Rússia. A cidade é cortada pelo Rio Popigai e é conhecida pela proximidade da Cratera de Popigai.